# Canthigaster rapaensis
Canthigaster rapaensis es una especie de peces de la familia Tetraodontidae en el orden de los Tetraodontiformes.

## Morfología
Los machos pueden llegar alcanzar los 7,8 cm de longitud total.

## Hábitat
Es un pez de mar de clima tropical y asociado a los  arrecifes de coral.

## Distribución geográfica
Se encuentra en el Pacífico oriental central: Polinesia Francesa.

## Observaciones
Es inofensivo para los humanos.